# Philipp Sonntag (Autor)

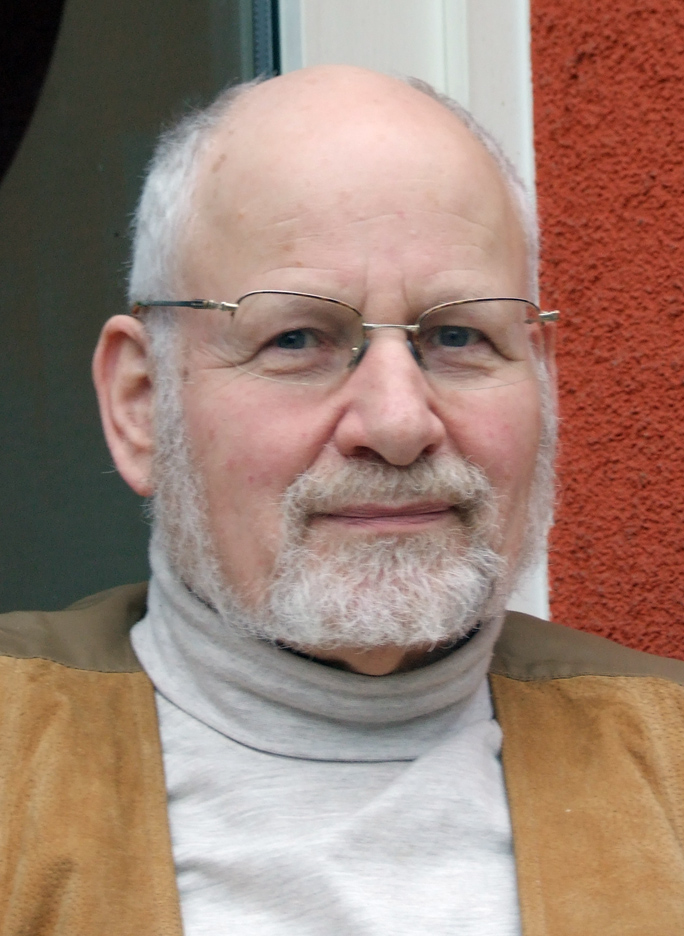
Philipp Sonntag

Philipp Sonntag (* 28. Dezember 1938 in Halle (Saale)) ist ein deutscher Physiker, Kybernetiker, Programmierer, Politikwissenschaftler, Zukunftsforscher, Autor und Publizist. Als Mitarbeiter von Carl Friedrich von Weizsäcker (1964–1978) war er an dessen Kriegsfolgen- und Kriegsverhütungsforschung beteiligt und veröffentlichte dazu, aber auch zu anderen gesellschaftspolitischen Themen eigene Arbeiten. In jüngerer Zeit publiziert er Zeitzeugenberichte und verfasst gesellschaftskritisch-satirische Belletristik, z. T. als Kunstfigur „Zeitmaschinennavigator Phila“.

## Kindheit, Ausbildung, Studium
Philipp Sonntags Mutter war jüdischer Herkunft. 1944, als er 5 Jahre alt war und sein Bruder 13, nahm sie sich das Leben, in der Hoffnung, ihre Kinder zu retten, wenn der Vater eine „arische“ Frau heiratet. So geschah es, und Philipp konnte als „Child Survivor“ die Verfolgung der Nazis überleben.
Dieses tragische Ereignis und eine schwierige Kindheit in München mit einer neuen Mutter und neuen Geschwistern – er lebte „wie in einem mürrischen Hotel“ war prägend für sein Leben und sein Engagement gegen Gewalt und Krieg.
Nach dem Abitur 1958 am Realgymnasium Gräfelfing bei München studierte er an der Ludwig-Maximilians-Universität München (LMU) 1958 bis 1964 Physik und 1959–1967 einige Fächer Ökonomie an der LMU und der Universität Hamburg sowie einige Semester Politische Wissenschaften an der „Hochschule für Politische Wissenschaften“ in München. Als Diplom-Physiker ging er 1964 nach Hamburg.
1970 promovierte er an der Technischen Hochschule Hannover mit der Dissertation „Mathematische Analyse der Wirkungen von Kernwaffenexplosionen in der BRD“ zum Doktor der Naturwissenschaften (Dr. rer. nat.).
Zur Wahl seiner Studienrichtungen erklärte Sonntag später: „Ich hatte als Child Survivor die Verfolgung der Nazis überlebt und studierte 1958–1964 zugleich Physik und Politische Wissenschaften mit dem erklärten Ziel, zur Vermeidung von Krieg und sonstiger Gewalt beizutragen.“

## Forschungen zu Kriegsfolgen und Kriegsverhütung und zu Technik und Gesellschaft bei Carl-Friedrich von Weizsäcker in Hamburg und Starnberg
Sonntag war 1964 bis 1978 Mitarbeiter von Carl Friedrich von Weizsäcker, bis 1969 in der „Forschungsstelle der Vereinigung Deutscher Wissenschaftler“ (VDW), danach im „Max-Planck-Institut zur Erforschung der Lebensbedingungen der wissenschaftlich-technischen Welt“, in Starnberg. Er war 1964 bis 1971 Chefprogrammierer für eine breit angelegte Studie „Kriegsfolgen und Kriegsverhütung“, sowohl was die möglichen Auswirkungen eines Atomkrieges in Deutschland betraf, als auch mit Modellen bezüglich der Eskalationsgefahren. Die Studie entstand im Kontext der „Göttinger Achtzehn“, welche sich geweigert hatten, Atomwaffen zu bauen, und die dann öffentlich darlegen wollten, welche Gefahren auch von Atomwaffen der NATO und des Warschauer Paktes ausgehen.
Im Ergebnis gab von Weizsäcker 1971 das Buch „Kriegsfolgen und Kriegsverhütung“ heraus.
Sonntag schreibt zu seinem Anteil: „In meiner Verantwortung waren die umfangreichen Computerprogramme zu den beiden Themen:
- Kriegsfolgen verschiedener Atomkriege in Deutschland
- Kriegsverhütung und vor allem Vermeidung von Eskalation, von Ausweitung eines einmal begonnenen Krieges.“,

und er beschreibt seine Arbeitsweise: „Es gab nur einen geeigneten Großcomputer in Hamburg und ich mietete mich in einer wilden WG dort ganz nahe ein, um mitten in der Nacht ein paarmal meine Lochkarten einzufüttern – tagsüber war der Rechner überlaufen.“
Sonntag verweist auf drei grundlegende Resultate seiner Forschungen:
- „Bereits der Einsatz von sehr wenigen Atombomben wie für militärische Gefechte (Panzerkrieg) vorbereitet, würde enorme Schäden verursachen, medizinisch, wirtschaftlich, ökologisch.
- Der Versuch einer atomaren Verteidigung Deutschlands hätte unser Land auf sehr lange Zeit zerstört und weitgehend unbewohnbar gemacht. Das galt 1971 schon bei Einsatz eines Bruchteils der damals auf uns gerichteten Atomwaffen, so für 10 % der taktischen, d. h. für militärische Gefechte vorgesehenen Atombomben. Es galt gleichermaßen für 3 % der Mittelstreckenwaffen, die auf deutsche Großstädte gerichtet waren, Beispiel Cruise Missiles, Marschflugkörper, die von Flugzeugen gestartet werden können und ihr Ziel durch eigene Vorprogrammierung des Geländes selbst ansteuern, und bei diesem Einsatz kaum abzuwehren waren – und sind.
- Ein einmal begonnener Atomkrieg wäre weder technisch, noch militärisch noch politisch zu stoppen. Die Dynamik in Richtung Eskalation ist enorm!“[6]

Sein Verhältnis zu von Weizsäcker und anderen Atomphysikern charakterisiert er ebenfalls:
„Vierzehn Jahre lang hatte ich als enger Mitarbeiter von Carl Friedrich von Weizsäcker Kontakt zu deutschen Atomphysikern und weiteren Personen, welche mit dem rüstungstechnischen und politischen Umgang mit Atomwaffen (Atombomben und Trägerwaffen), zu tun haben. Es war mein „harter Traum-Job“, um etwas gegen Atomkrieg zu tun. Dabei war ich bei weitem der Jüngste in der VDW. Für all die ehrwürdigen Professoren war klar: Ich hatte in Ehrfurcht zu erstarren! Und ja, ich hatte Ehrfurcht: Ich bewunderte den vorbildlichen Einsatz in der VDW gegen die Gefahr der Atombomben! Carl Friedrich von Weizsäcker war federführend. Die Aktion war moralisch einwandfrei.“
Ein weiteres Projekt betraf von 1973 bis 1977 die Frage: „Was bedeutet das Bruttosozialprodukt für die Lebenskultur des Menschen?“, untersucht mit dem Werkzeug der Arbeit-Konsum-Rechnung.
Die Tätigkeit im Rahmen der VDW, im Max-Planck-Institut und danach im Internationalen Institut für Vergleichende Gesellschaftsforschung des Wissenschaftszentrum Berlin (IIVG) ermöglichte ihm die Nutzung jeglicher Literatur seiner Fachgebiete Rüstungskontrolle, Atomkriegsschäden und Eskalationsgefahr sowie Militärelektronik und den Besuch entsprechender Institute (meist in den USA), um sich zu vernetzen.
Grundlegende Themen betrafen die Ursachen von Gewalt. So war er mit von Weizsäcker beispielsweise 1974–1977 in der Gruppe „Östliche Weisheit und westliche Wissenschaft“.

## Forschungen zu Kriegsursachen und zur Informationsgesellschaft bei Karl W. Deutsch in Berlin
Sonntag war mit Karl W. Deutsch (1912–1992) engagiert in der "General Systems Society", auf der Grundlage des von ihm 1957 entworfenen und laufend weiterentwickelten Neuronen-Modells "Cayenne". Deutsch hatte Sonntag deshalb bereits 1972 für ein halbes Jahr nach Littauer Center Harvard eingeladen.
Von 1978 bis 1986 war Sonntag Mitarbeiter von Karl W. Deutsch im IIVG.
In diesem Institut wurden Kriegsursachen systematisch ermittelt. Der Übergang von der Industriegesellschaft zur Informationsgesellschaft wurde mit einer Vielzahl von historischen und zukunftsweisenden Indikatoren untersucht.
Zu den Publikationen zählten:
eine politometrische Untersuchung der globalen Aufrüstung“,
eine Darstellung der Steuerungsprobleme in Wirtschaft und Politik,
und einige Bände zur Interdisziplinären Ökonomie (Siehe weiter unten: Von Philipp Sonntag herausgegebene Werke).

## Forschungen zu Technik und Wirtschaft am VDI/VDE Technologiezentrum Informationstechnik in Teltow
Zwischen 1986 und 2000 war Sonntag als Mitarbeiter der GmbH VDI/VDE Technologiezentrum Informationstechnik in Teltow aktiv. Für die EU wurde eine Reihe von Technologiefolgenabschätzungen bereitgestellt. Er veröffentlichte Schriften zu Technik und Wirtschaft u. a. zusammen mit Heinrich Revermann und Ulrich Brasche und ferner Evaluationen zur technischen und industriellen Entwicklung für die Europäische Kommission und für regionale Technikförderprogramme.

## Dozententätigkeit
Sonntag war in den 1970er- und 1980er-Jahren Dozent für Innovationsmanagement, Soziale Indikatoren, Konfliktregelung usw. an der Hochschule für Politische Wissenschaften, München und an der FU Berlin, Fb Kommunikationswissenschaft.

## Tätigkeit für Unternehmen
1963–1978 war Sonntag Gesellschafter bei Rossmann Feinelectric GmbH, Gauting bei München. Es ging um die Produktion von Transformatoren und Motoren sowie die Entwicklung von Sicherheitstechnik und kybernetischer Modelle.
Als Gründungsmitglied und Publizist des IFIAT (Institut für Interdisziplinäre und Alternative Technologieentwicklung, Steiermark) war er 2001 bis 2008 aktiv in der Industrialisierung der Forschungsergebnisse, insbesondere der Bionischen Sägen. Mit seinem Geschäftsplan für die Bionische Säge wurde das Unternehmen „Biberzahn“ einer der fünf Bundessieger 2000 im Startup-Gründerwettbewerb.
Seine Tätigkeit im Rahmen des bis 2007 aktiven Unternehmens PI Patent Interconsulting umfasste Geschäftspläne für Firmen, Förderanträge, Werbetexten, strategisches und pragmatisches Innovationsmanagement, Produktwerbung zur Mikrosystemtechnik, Markteinführung für Drahtspanner, Biografien.
2001–2004 unterstützte er seinen Sohn Leo in der FTS Fördertechnik Sonntag GmbH, Büro Berlin beim Projekt der Modernisierung von Gabelstaplern.

## Publizistisches und journalistisches Engagement in Vereinen
Sonntag ist seit einigen Jahren ehrenamtlich im Vorstand von drei Vereinen vor allem publizistisch tätig. In zwei weiteren war oder ist er als Mitglied beteiligt.
Child Survivors Deutschland e. V.
Für „Child Survivors Deutschland e. V.“, dessen Mitglieder den Holocaust als Kinder überlebt haben, hat er zwei Buchreihen herausgegeben:
Die vier Bände der Buchreihe der Child Survivors in Deutschland „Bittere Vergangenheit! – Bessere Zukunft?“ mit dem einführenden Band von Philipp Sonntag, den Erinnerungen von Liesel Binzer an Theresienstadt im Band 2, den Erfahrungen im Umgang mit Child Survivors in Band 3 und den Beiträgen zum „Unbekannten Holocaust im Osten Europas“ im Band 4.
Die sechs Bände der Buchreihe „Die Unruhe der Zeitzeugen des Holocaust“ im Beggerow Verlag.
Band V Forever Alert ist eine Zusammenfassung auf Englisch, von der ein kostenloser Download erhältlich ist.
2014 hat er in Berlin mit Max Lezer das Jahrestreffen der World Federation of Jewish Child Survivors of the Holocaust and Descendants (WFJCSH&D) organisiert.
Eine pädagogische Zusammenstellung ist „Umgang mit Zeitzeugen – Erfahrungen aus der Sicht von Überlebenden des Holocaust“
Netzwerk Zukunft - Gesellschaft für Zukunftsgestaltung e.V.
Für das „Netzwerk Zukunft – Gesellschaft für Zukunftsgestaltung e.V.“, gegründet von Robert Jungk, schreibt er Kommentare zu aktuellen Entwicklungen bei Rüstungskontrolle und Krieg, Planung von Katastrophenschutz, Menschenrechten usw.
Esperanto Liga Berlin/Brandenburg e.V.
Philipp Sonntag erlernte die internationale Sprache Esperanto in einem Kurs bei der Esperanto-Schriftstellerin Lena Karpunina 2012 in Berlin. Er engagiert sich in der Esperanto Liga Berlin/Brandenburg neben der Vorstandsarbeit mit den Schwerpunkten Homaranismus („homaranismo“), einer Art von pragmatischem völkerverbindendem Humanismus, und linguistischen Fragen.
TEA – Tagebuch- und Erinnerungsarchiv Berlin e.V.
Im Verein TEA und damit verbunden im Beggerow Verlag ist Sonntag gestaltend tätig. Dazu gehört, zusammen mit Verlegerin Karin Manke-Hengsbach, die Herausgabe der Buchreihe „Zu Wahrheiten vereint“, in der Zeitzeugen aus Ost- und Westdeutschland zu Themen beitragen (Siehe weiter unten: Von Philipp Sonntag herausgegebene Werke.).
VDW – Vereinigung Deutscher Wissenschaftler e. V.
1964 bis 1970 war er Mitarbeiter der VDW im Team von Carl Friedrich von Weizsäcker für die Studie „Kriegsfolgen und Kriegsverhütung“.

Als Zeitzeuge sieht er sich in der Pflicht, seine Erlebnisse, Erfahrungen und Erkenntnisse durch publizistische und journalistische Arbeit, aber auch über Vorträge weiterzugeben. In dem Vortrag „Deutsche Atomphysiker übernahmen Verantwortung wegen Atomrüstung – Umstrittene Rollen sensibler Akteure vor und in der Demokratie“, 2017 in der Berliner Landeszentrale für politische Bildung gehalten auf der Basis einer Notiz aus persönlicher Kenntnis der Atomphysiker heraus in Vorbereitung eines für 2022/2023 geplanten Buches mit Update zur Atomrüstung mahnt er: 
„Die Atomphysiker, welche die Atomrüstung ausgelöst hatten, waren sehr erschrocken über die existenzielle Bedrohung der Menschheit. Alle anderen Menschen haben die gleiche Herausforderung, alle sind gefordert sich zu engagieren. Ich kann jetzt als Zeitzeuge nur den Anfang skizzieren. Im Sinne des Atomzeitalters ist jetzt gerade eine Art „gute alte Zeit“, die soweit friedlich ist, dass man jetzt etwas gegen den Atomkrieg tun kann. So ein Engagement wäre ganz im Sinne der meisten früheren wie der jetzt lebenden Atomphysiker.
Eine systematische Zusammenstellung leistete er als Bearbeiter des Schwerpunktthemas: „Der Streit um die atomare Bewaffnung – Argumente der Ära Adenauer“.
Im Rahmen der Veranstaltung von VDW und IULANA zur Vergabe der Whistleblower Preise 2015 am Freitag, dem 16. Oktober 2015, im Bürgersaal des Rathauses in Karlsruhe trug er die Laudatio auf Dr. Léon Gruenbaum bei, dem der Posthum-Whistleblower-Ehrenpreis verliehen wurde.

## Der gesellschaftskritisch-satirische Schriftsteller
Nach dem Jahr 2000 verlagerte sich der Schwerpunkt seiner Tätigkeit von der Wissenschaft allmählich in Richtung Literatur.
Als Essayist setzte er 2007–2017 in der Literatur-Zeitschrift "Wildbrot Wortbild" mit seinen editorials Akzente.
„Mal was tun“, eine interaktive Kriminalgeschichte fürs Internet von 1997 (zusammen mit Programmierer Thomas Würffel / c-base für die informatische Umsetzung) wurde bei einem „Internet Literatur Wettbewerb“ von IBM und Die Zeit in die CD „technisch moderner“ Literatur aufgenommen. Jeder Leser kann durch Klick die Sichtweise verschiedener Personen wählen, teils auch ihre Emotionen.
Mit seinem schwarzen Weltraumhumor „Magenfresser – Lüstemörderische Rezepte.“, den er als Zeitmaschinennavigator Phila vom IKE/Institut für Künstliche Emotion/c-base Berlin, am 21. 12. 2003 im traditionellen „Spacemeal 2003“ Wettbewerb der c-base e.V. Berlin um die beste Weltraummahlzeit/Show mit zugehöriger Geschichte vortrug, wurde er Gewinner des 1. Preises.
Eine erste Zusammenfassung seiner Essays und Gedichte geschah 2009 in dem Buch „Ungereimtes und Gereimtes – mit malerischen Interpretationen von Sabine Kaemmel.
Seine satirischen und gesellschaftskritischen Texte sind auch im Internet auf eigenen Web-Seiten präsent, so die „Anleitung zur Vergabe des Bundesverflixtkreuzes“ und „Gewaltsteuer“ auf seiner Web-Seite Edel-Terroristen sowie Utopien, wie seine aus der Zukunft upgeloadeten Talkshows auf der Web-Seite „Soziologie mit Kafka“. Bei Facebook hat er seine satirisch-utopistische Fanpage.
Er hat die Kunstfigur „Zeitmaschinennavigator Phila“ geschaffen, die es beispielsweise in den „Talkshows aus der Zukunft“, ermöglicht, dass verschiedenartige Lebewesen mit ihrer originellen Sicht auf unsere heutige Zeit und auf uns blicken.

## Persönliches
Sonntag war in erster Ehe mit Uta (geb. Koschmann) verheiratet und in zweiter Ehe mit Mechthild (geb. Treblin). Er hat einen Sohn (Leo) und eine Enkelin (Laura). Seit 2006 lebt er mit seiner früheren Jugendfreundin Agnes zusammen.

## Werke
Eine Übersicht seiner Publikationen ist auf der Homepage zu finden (Siehe Weblinks).

### Wissenschaftliche Schriften
- Mathematische Analyse der Wirkungen von Kernwaffen in der BRD. In: C.-F. von Weizsäcker (Hrsg.): Kriegsfolgen und Kriegsverhütung. Hanser. München 1971, S. 75–198. (zugleich Dissertation, TU Hannover)
- mit U.-P. Reich und H.-W. Holub: Arbeit Konsum Rechnung. Axiomatische Kritik und Erweiterung der Volkswirtschaftlichen Gesamtrechnung. Bund, Köln 1977.
- Verhinderung und Linderung atomarer Katastrophen. Osang, Bonn 1981.
- Ein Planet verteidigt sich. Politometrische Untersuchung der globalen Aufrüstung. Schriftenreihe des WZB, 1981.
- mit Peter Otto: Wege in die Informationsgesellschaft – Steuerungsprobleme in Wirtschaft und Politik. dtv, München 1985.
- mit Heinrich Revermann: Schlüsseltechnologien – Wo Europas Wettbewerbschancen liegen. VDE, Berlin 1987.
- mit Ulrich Brasche: Intelligent Sensors – Technology, Applications and European Markets. VDE, Berlin 1989.
- Jahresberichte Mikrosystemtechnik. VDI/VDE-IT. Jährlich 1994 bis 1999.
- Deutsche Atomphysiker übernahmen Verantwortung wegen Atomrüstung. Umstrittene Rollen sensibler Akteure vor und in der Demokratie. Vortrag, gehalten in der Berliner Landeszentrale für Politische Bildung 2017.
- Der Streit um die atomare Bewaffnung – Argumente der Ära Adenauer. Heft 25 von "Militärpolitik Dokumentation e. V.", 1982, Haag und Herchen Verlag.
- Philipp Sonntag: Herausforderung Homaranismus. In: Esperanto. Sprache und Kultur in Berlin und Brandenburg 111 Jahre, Jubiläumsbuch 1903–2014, Redaktion: Fritz Wollenberg. Esperanto-Verband Berlin-Brandenburg (Hrsg.). Mondial, New York – Berlin 2017, 509 Beiträge in Deutsch und Esperanto, ISBN 978-1-59569-340-2, S. 342–354.

### Belletristik
- mit Programmierer Thomas Würffel „Mal was tun“, eine interaktive Kriminalgeschichte fürs Internet. / c-base für die informatische Umsetzung, 1997.
- „Magenfresser – Lüstemörderische Rezepte.“ Vorgetragen vom Zeitmaschinennavigator Phila, alias Ph. Sonntag, IKE/Institut für Künstliche Emotion/c-base Berlin, am 21. 12. 2003 im traditionellen „Spacemeal 2003“.
- Ungereimtes und Gereimtes – mit malerischen Interpretationen von Sabine Kaemmel. Projekte Verlag Cornelius, Halle/Saale April 2009. ein Kunst(volles)buch, ISBN 978-3-86634-690-1.
- Liebesknurren – Als Maus unter großen Tramplern. Thurneysser-Verlag, Berlin 2012, ISBN 978-3-939176-56-6 (formal falsch) (Direkter Download [PDF; 3,4 MB; abgerufen am 20. Mai 2020] Grafiken von Sabine Kaemmel; ISBN wie in Buch gedruckt).

## Von Philipp Sonntag herausgegebene Werke
Hierzu gehören vier Buchreihen: mit Jens Harms und Christian Leipert zur „Interdisziplinären Ökonomie“ (1980–1990), zwei Buchreihen für „Child Survivors“ (2017–2020) und mit Karin Manke: „Zu Wahrheiten vereint“ (2009-):
Interdisziplinäre Ökonomie
Arnoldshainer Schriften zur Interdisziplinären Ökonomie. (Hrsg. Jens Harms, Christian Leipert und Philipp Sonntag), Verlag Haag + Herchen, Frankfurt am Main (1980–1990). Dabei waren die drei Herausgeber der Reihe zugleich Herausgeber von Band 1, und Sonntag war für zwei weitere Bände der Herausgeber:
- Band 1: Alternative Ökonomie und Ökonomische Theorie. 1980, ISBN 3-88129-328-0.
- Band 3: Rüstung und Ökonomie. Haag und Herchen, Frankfurt, 1982, ISBN 3-88129-503-8.
- Band 5: Die Zukunft der Informationsgesellschaft. 1983, ISBN 3-88129-675-1.

Zwei Buchreihen für „Child Survivors“
„Bittere Vergangenheit! – Bessere Zukunft?“ bei „Hentrich & Hentrich – Der Verlag für jüdische Kultur und Zeitgeschichte, Berlin“:
- Philipp Sonntag: Wir Überlebende des Nazi-Terrors in Aktion. Band 1. 2017, Broschur. ISBN 978-3-95565-211-1 (Einführungsband des Herausgebers).
- Liesel Binzer: Ich prägte mein Leben in / wegen / trotz Theresienstadt. Band 2. 2017, Broschur. ISBN 978-3-95565-212-8.
- Charakter, Zorn und Widerstand. Child Survivors aus Expertensicht. Band 3. 2017, Broschur. ISBN 978-3-95565-230-2.
- mit Alexej Heistver (Hrsg.): Unbekannter Holocaust im Osten Europas. Alte Grausamkeiten, neue Herausforderungen. Band 4. 2018, Broschur. ISBN 978-3-95565-231-9.

„Die Unruhe der Zeitzeugen des Holocaust" im Beggerow-Verlag, Berlin:
- Child Survivors als Zeitzeugen für damals bis jetzt. , Band I. 2018, ISBN 978-3-936103-60-1.
- Karin Weimann: Child Survivors zu Gast am Gedenktag 27. Januar. Erinnern und VerANTWORTung in der Ruth-Cohn-Schule. Band II. 2018, ISBN 978-3-936103-61-8.
- Alexej Heistver (Hrsg.): Verwundete Kindheit – Holocaust-Überlebende aus der Sowjetunion in Deutschland. Band III. 2018, ISBN 978-3-936103-62-5.
- Alfred Lieball: Kindheit in schwerer Zeit – Verfolgung und Krieg, Befreiung und Frustration, Sorgen und Hoffnung. Band IV. 2018, ISBN 978-3-936103-66-3.
- Philipp Sonntag: Forever Alert – German Child Survivors in Action Before 1945 and Beyond. Band V. 2019, ISBN 978-3-936103-75-5.
- Gabriel Berger: Auf der Suche nach einer Heimat – Eine jüdische Familie im 20. Jahrhundert. Band VI.

Mit Karin Manke: Die Buchreihe „Zu Wahrheiten vereint – Autoren aus Ost und West erzählen“ im Beggerow-Verlag Berlin
- Band 1: Zu Wahrheiten vereint. Eine Begegnung von 31 Autoren aus Ost und West. 2009, 2. Aufl.; brosch. ISBN 978-3-936103-25-0.
- Band 2: Vereint und geteilt? 2011; brosch. ISBN 978-3-936103-29-8.
- Band 3: Zurückgetreten worden! 2012; brosch. ISBN 978-3-936103-33-5.
- Band 4: Mehr ehrlich als amtlich. 2013; brosch. ISBN 978-3-936103-34-2.
- Band 5: Zuflucht Familie. 2016; brosch. ISBN 978-3-936103-45-8.
- Band 6 Von Liebevoll bis liebestoll – die Sehnsucht der Überforderten". 2018; brosch. ISBN 978-3-936103-65-6.
- Band 7 Gretchenfrage neu ... 2019; brosch. ISBN 978-3-936103-69-4.
- Band 8 Kulturerfahrungen. Berlin 2020; brosch. ISBN 978-3-936103-78-6.